# Just Becquet
Pour les articles homonymes, voir Becquet.
Just André François Becquet, né à Besançon le 14 juillet 1829 et mort le 24 février 1907 à Paris, est un sculpteur français.

## Biographie
Le père de Just Becquet était orfèvre dans la rue des Granges à Besançon. Il suit d’abord des études classiques au lycée de la ville et obtient un baccalauréat de philosophie, puis s’inscrit à l’école municipale des beaux-arts. Ses premiers essais sont encouragés par le sculpteur Jules Franceschi — élève de François Rude — qui séjournait à Besançon ; il put convaincre la famille du jeune Becquet de l’envoyer à Paris où il a la chance d’être accepté par le grand maître bourguignon.
Après la fermeture de l’atelier de Rude en 1851 et alors que la plupart des élèves rejoignent celui de Pierre-Jean David d'Angers, Just Becquet préfère travailler seul, accompagné de son maître qui garde un œil attentif sur ses réalisations.
Il expose pour la première fois au Salon de 1857 mais, bien que chacune de ses expositions soient couronnées d’éloges, la notoriété ne vient pas, si bien qu’il travaille pendant quelque temps dans le bureau d’un agent de change pour subvenir à ses besoins.
Becquet est un passionné de musique classique qui l’aide à lutter contre le découragement. Il travaille  pendant plusieurs années avec  le violoncelliste Camillo Sivori ; sa maîtrise du violoncelle lui permet d’augmenter un peu la pension que lui verse sa famille en jouant dans divers concerts parisiens et dans l’orchestre du Théâtre Français.
Enfin, au Salon de 1869, une médaille est sa première récompense officielle suivie, l’année suivante, par une médaille de première classe.
Il obtient une médaille de deuxième classe à l’Exposition universelle de 1878 et est nommé chevalier de la Légion d’honneur. La même année, il devient membre honoraire de l’Académie des sciences et belles lettres de Besançon.
De 1886 à sa mort, son domicile-atelier est situé au no 27, rue de la Procession dans le 15e arrondissement de Paris.  Il ne manquera aucun Salon jusqu’en 1906 où fut exposée la Tunique de Nessus, sa dernière œuvre inachevée. 
Il meurt le 24 février 1907 au sein de l'Hôpital Cochin dans le 14e arrondissement alors que cette statue est toujours en cours de réalisation. Des obsèques solennelles furent organisées à Besançon, avant son inhumation au cimetière de Saint-Ferjeux.
Un comité fut mis en place pour l’érection d’un monument à sa mémoire. Le buste de l’artiste a été réalisé par Henri-Léon Gréber et inauguré en 1909 dans les parterres de la promenade Micaud à Besançon. Une rue de cette ville porte son nom.

## Œuvres
- Arras :
  - Saint Martin partageant son manteau, groupe en marbre commandé pour l'église Sainte-Geneviève de Paris (devenue le Panthéon), commencé par Paul Cabet et achevé par Just Becquet. Il est conservé à la cathédrale d’Arras[4].
- Besançon :
  - basilique Saint-Ferjeux : coupole orné de sculptures de Just Becquet[5].
  - casino municipal, salle des fêtes : La Danse, statue[6].
  - cimetière de Saint-Ferjeux : une statue d'homme nu assis, marbre.
  - hôpital Saint-Jacques : Anne Biget, buste ornant la façade.
  - hôtel de Besançon-les-Bains : décor.
  - musée des beaux-arts : La Vouivre du Puits Noir, 1899, terre cuite.
  - parc Granvelle : L'Apothéose de Victor Hugo, 1902[7], inauguré à l'occasion du centenaire de la naissance de l'écrivain.
  - place Flore : Flore, 1884. La statue avait été déplacée sur la place des Tilleuls du quartier de Palente en 1950 du fait d'un réaménagement de la place, avant de retrouver son emplacement d'origine en 1999.
  - Cimetière des Champs Bruley et crèche Saint-Paul, 1894 : bustes en bronze de François-Louis Bersot[8].
- Montbéliard : Monument au colonel Denfert-Rochereau[9].
- Nemours, château-musée :
  - Buste de vieillard (prophète), avant 1904, terre cuite[10] ;
  - Jeune martyr ou Saint Sébastien, plâtre[11].
- Scey-Maisières : Vierge à l'Enfant, dite Notre-Dame du chêne, 1903, groupe[12].
- Paris :
  - square du Palais-Galliera : Le Dieu Pan et un tigre, 1897.
  - Bibliothèque nationale de France, site Richelieu : La Numismatique, 1891, marbre.
- Tours, musée des beaux-arts, parc : Le Satyre agaçant un fauve, 1898, en hommage à François Rude.

Œuvres de Just Becquet
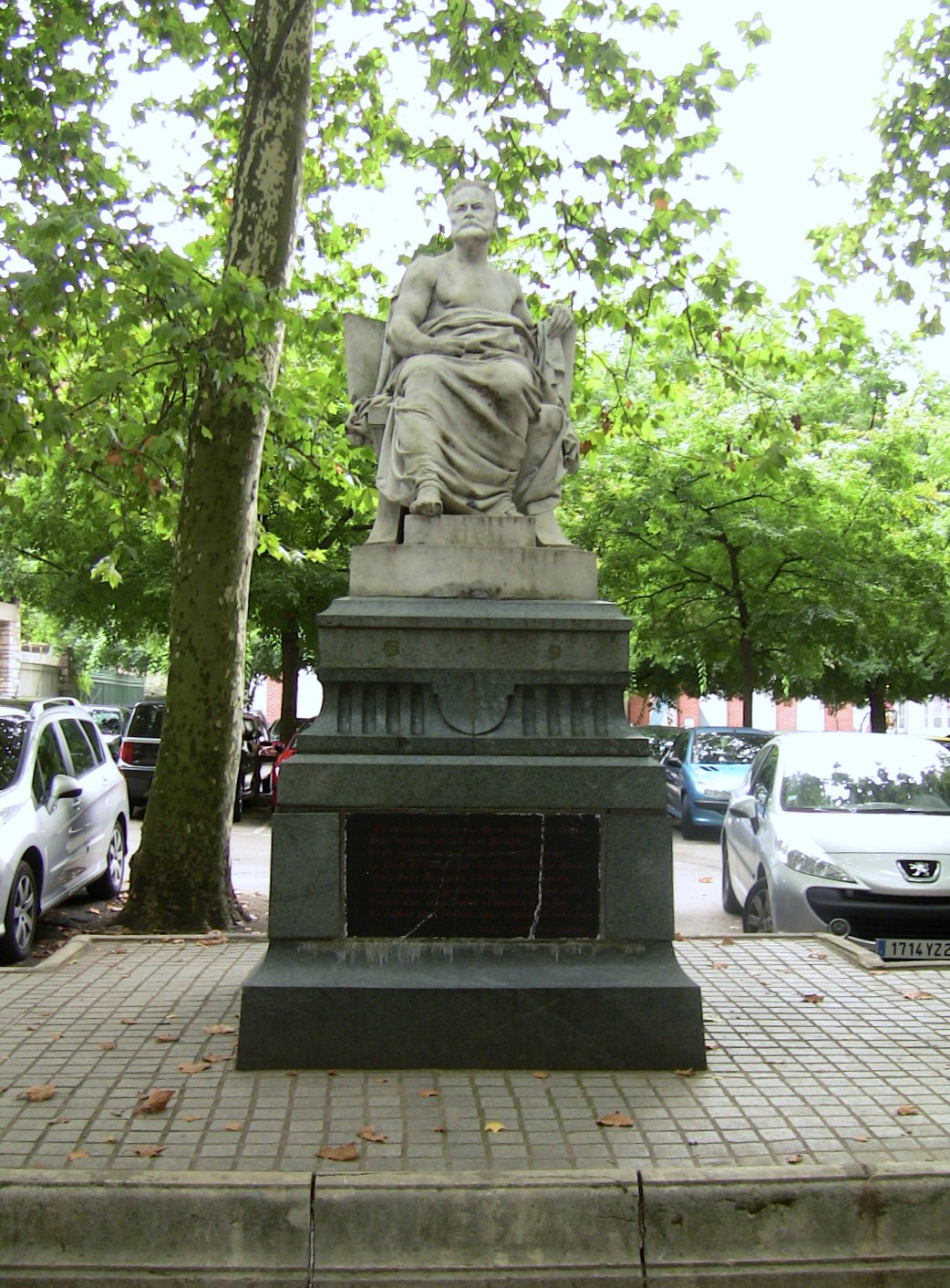
L'Apothéose de Victor Hugo (1902), Besançon, parc Granvelle.
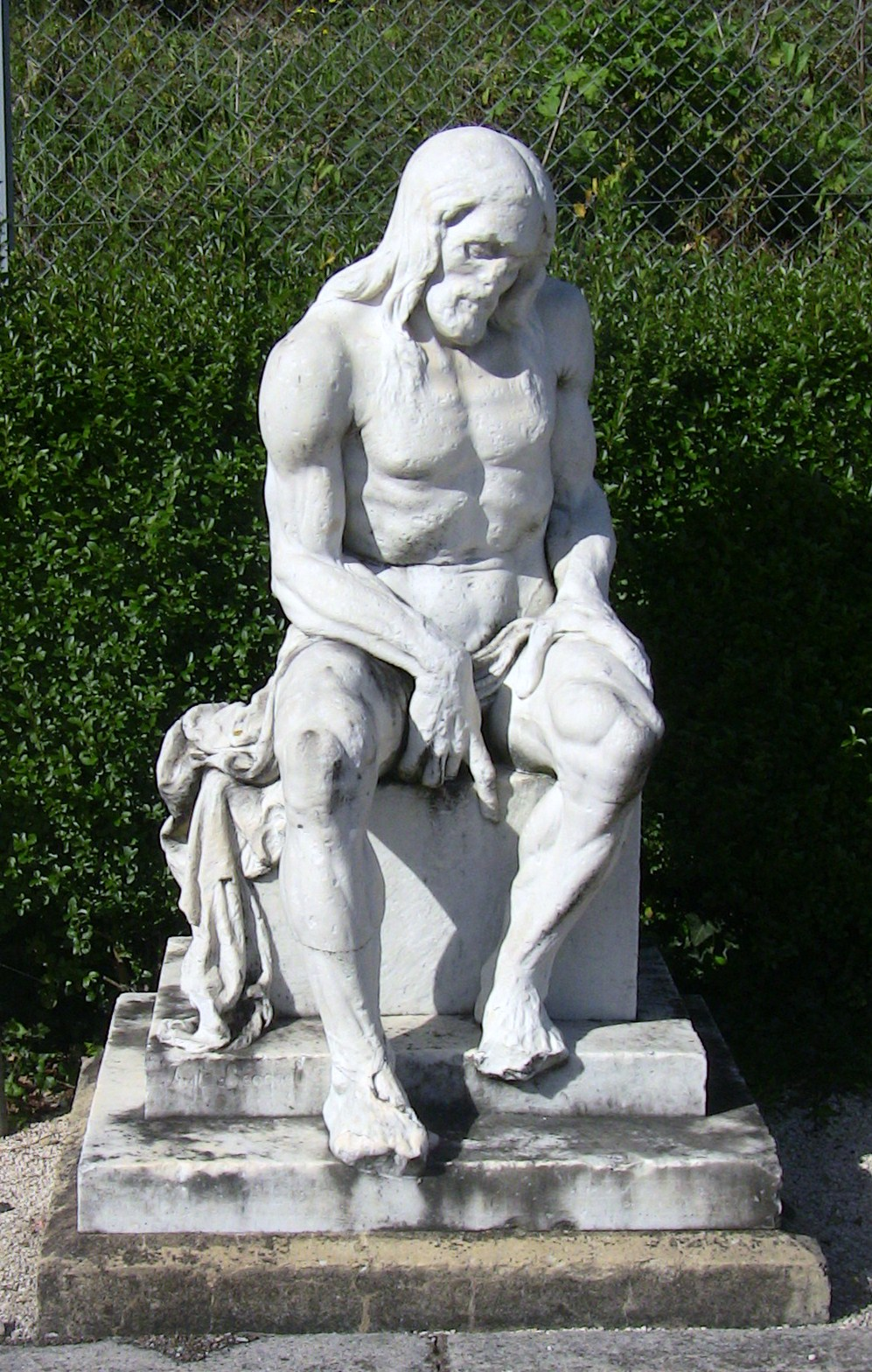
Homme assis, cimetière de Saint-Ferjeux.
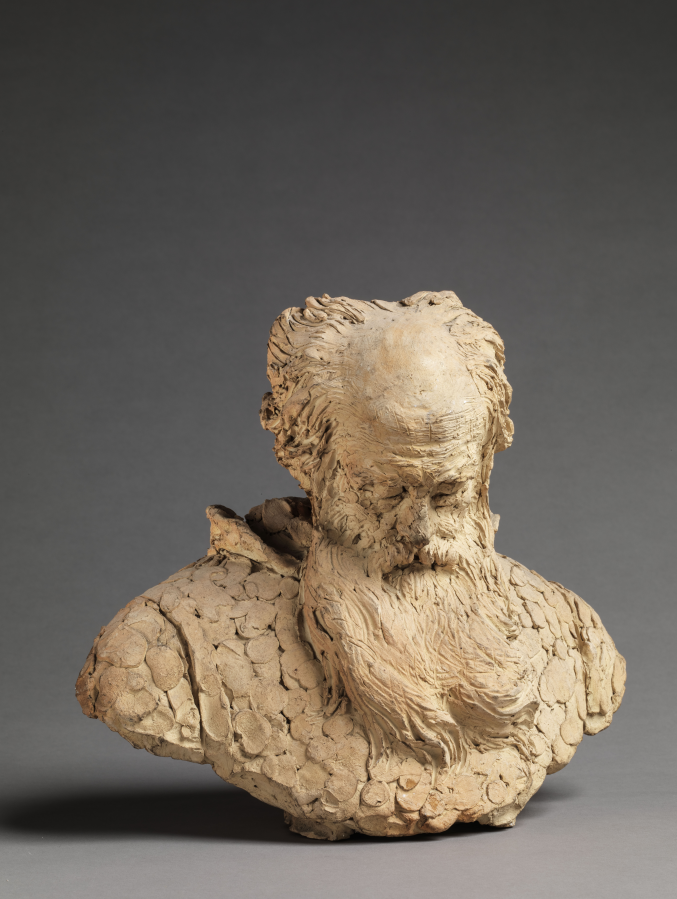
Buste de Vieillard, 1904, terre cuite, 25 x 30 x 14 cm. Nemours, Château-Musée, 1904.19.1
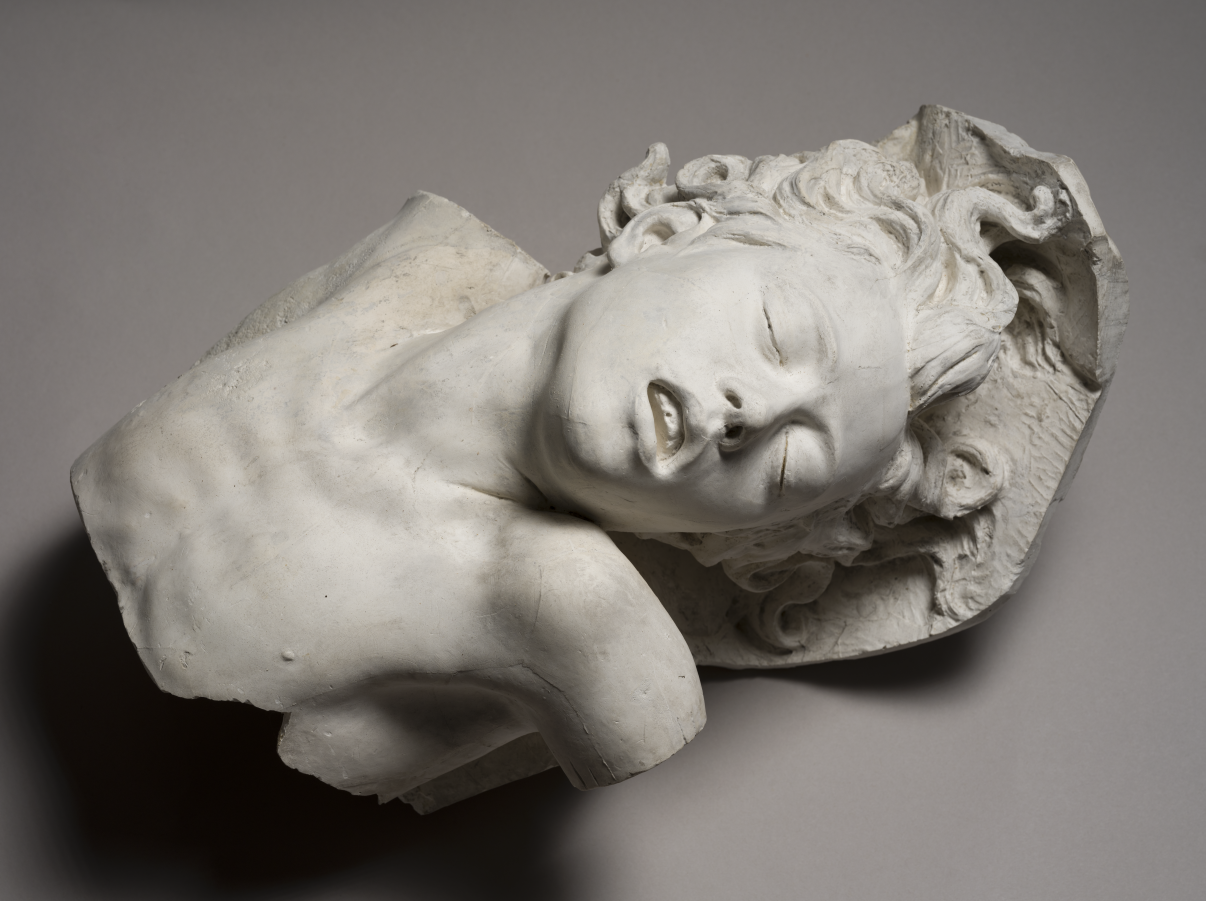
Jeune martyr ou Ismaël, 1870, plâtre, 50 x 32 x 18 cm. Nemours, Château-Musée, 1904.20.1